# Vasvár
Vasvár (Duits: Eisenburg) is een stad in Hongarije met 4677 inwoners in 2001. De vrede van Vasvár werd hier getekend.

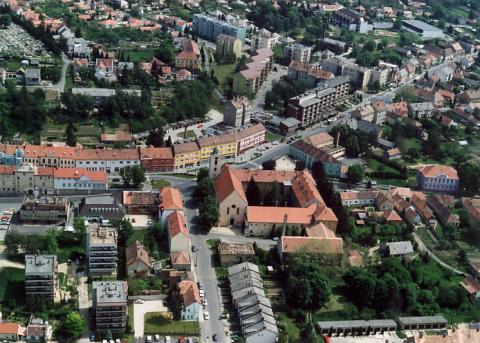
Vasvár luchtfoto